# وارن براون (بازیگر)
وارن براون (انگلیسی: Warren Brown؛ زادهٔ ۱۱ مهٔ ۱۹۷۸) هنرپیشه اهل انگلستان است.
از فیلم‌ها یا برنامه‌های تلویزیونی که وی در آن نقش داشته‌است می‌توان به لوتر اشاره کرد.